# 9733 Valtikhonov
A 9733 Valtikhonov (ideiglenes jelöléssel 1985 SC3) a Naprendszer kisbolygóövében található aszteroida. Nyikolaj Sztyepanovics Csernih és Ljudmila Ivanovna Csernih fedezte fel 1985. szeptember 19-én.